# Symphonie no 42 de Joseph Haydn

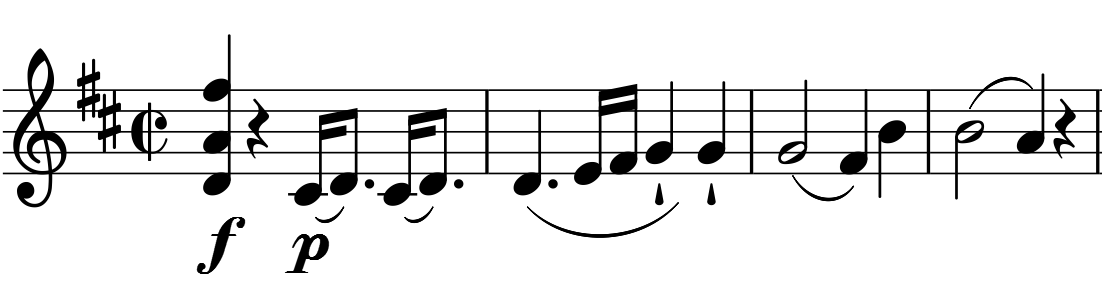
Partition

La Symphonie no 42 en ré majeur Hob. I:42 est une symphonie du compositeur autrichien Joseph Haydn, composée en 1771.

## Analyse de l'œuvre
La symphonie comporte quatre mouvements :
1. Moderato e maestoso
2. Andantino e cantabile (en la majeur)
3. Menuet & Trio : Allegretto
4. Finale : Scherzando e presto

Durée approximative : 30 minutes.

## Instrumentation
- deux hautbois, deux bassons, deux cors, cordes.